# Levcenkove, Drabiv
Levcenkove (în ucraineană Левченкове) este localitatea de reședință a comunei Levcenkove din raionul Drabiv, regiunea Cerkasî, Ucraina.

## Demografie
Componența lingvistică a localității Levcenkove
     Ucraineană (99,8%)
Conform recensământului din 2001, majoritatea populației localității Levcenkove era vorbitoare de ucraineană (99,8%), existând în minoritate și vorbitori de alte limbi.